# 梦里人 (动画)
《梦里人》，2005年在中国中央电视台播出的动画片，改编自漫画家姚非拉同名作品《梦里人》。

## 剧情
高一女生李梦玲及她的朋友们孙宇宙、郭友勇、文墨、美国牛仔的追梦故事。

## 配音
| 姓名   | 角色      | 备注           |
| 王小燕 | 李梦玲    | 高一女生。     |
| 陈茜   | 牛仔/安妮 |                |
| 陈浩   | 孙宇宙    | 追梦少年之一。 |
| 王磊   | 郭友勇    | 追梦少年之一。 |
| 严明   | 文墨      | 追梦少年之一。 |
| 赵述仁 | 李天才    | 李梦玲的父亲。 |
| 邓小欧 |           | 一名妇女。     |

## 制作人员
片头工作人员表
- 出品人：范玲
- 原作：姚非拉
- 编剧：王川
- 总导演：李剑平
- 美术导演：耿少波
- 造型设计：王鹏
- 场景设计：李冬、刘鸿良
- 作曲：肖白
- 26集动画连续剧《梦里人》
- (央)动审字[2005]第030号

片尾工作人员表
- 台本绘制：宋平、王川、张雯、赵俊葆、简平、马静、谢显辉、吴滔、王强、高文、高梅青、李冬、田建民、柳凌志、王鹏、胡样子、杨萄、刘佳、曾伟京、胡玉然、孙进、李瑞光、樊黎明、白净、张丽、宋佳、付妍、戴福林、纪大海、杨潇俐、于涛、李健
- 导演助理：杜童
- 执行导演：马中、王川、陈凝、张建伟、顾麟龙、梁云、翁铭、朴方涛、吴滔、高自强、田凤文、陈雷、田凤文、田建民、刘学军
- 设计稿：郑雷、郭磊、顾唯骏、李明翰、袁垒、张雯、陈凝、翁铭、朴方涛、高文、马静、冯辉、朱丽芳、刘宇、王金坤、李冬、张春宝、王丹春、尹平、杨一峰、蔡珏、陈敏智、祝宁、陶维翌、萧少骅、金成吉、申永男、白鸽、宋柱哲、朱成日、李健、杜童、李仲梅、高博、张皓东、蔡海兵、李小东、刘凡非、田凤文、刘学军、高贺成、童礼军、耿现冬、韩笑、孙甜、曹鸽子、景绍宗、谢显辉、刘眉、刘𢌛明、王博、张鲁安、成维列、张尧、宋永和、姜煦家、纪大海、纪大江、王宁、陆薇茜
- 原画：
  - 上海同仁动画制作有限公司（王勇、周亮、张鹏、程黑格、李中、丛燕、肖德）
  - 北京青青树图文设计有限公司（田凤文、刘学军、张雯、高贺成、童礼军、耿现冬、王海波、王利文、周晶洋、苗静、乔永飞、金银、王昕、艾艺、王建忠、白云涛、宋萍、尚久利（第四集））
  - 上海多玲卡通设计制作有限公司（祖缇、雷镭、高文、汪叶飞、林涛、陶凤、许宇晓、刘普华、田海生）
  - 大连日月动画公司（宋永和、王旭东、李琪、刘侃、张镝、李志芳、唐成）
  - 南京蓝海豚动画制作有限公司（张春宝、王丹春、周宏、许长春、孙庆文、马健敏、许贤友、尹平）
  - 上海红蜻蜓动画制作有限公司（朱秉羚、芳敏明、陈刚、曾海鹰、颜静怡、桂仁兵、杨瀚澄、鲍恩、洪芸、杨寒）
  - 北京万豪东亚国际广告有限公司（石红（第十五集、第十八集～第十九集）、王东海、崔煜、康慧、王国强、高大壮、徐永军、高媛、管仁德）
- 作监检查：
  - 北京青青树图文设计有限公司（李仲梅（第十四集、第十六集～第十七集、第二十集、第二十六集））
  - 北京万豪东亚国际广告有限公司（李仲梅（第十五集、第十八集～第十九集、第二十一集、第二十三集））
- 作监：
  - 上海同仁动画制作有限公司（张苏、陆秀龙、胡雷）
  - 北京青青树图文设计有限公司（李仲梅、李海霞、文静、尹海燕）
  - 上海多玲卡通设计制作有限公司（徐立、邵伟、昊闻涛、王丽亚、全志欣）
  - 大连日月动画公司（张文铮、任丽萍、于恺之、李刚、迟尉斌）
  - 上海红蜻蜓动画制作有限公司（鲁卫红、温峤、胡潮雄、管颖华、马兰、贾洪达、页东辉）
  - 北京万豪东亚国际广告有限公司（黄鹂、林鹏、付云峰、陈展、李仲梅）
- 动画：
  - 上海同仁动画制作有限公司（王文、王晓波、扬维晴、王奕人（第五集）、管颖华（第五集）、李卫东（第五集）、徐海虹（第五集））
  - 北京青青树图文设计有限公司（李艳、柴胜武、高芳、海涛、李洄明、杨艳霞、刘建民、牛宝明、齐虎、王艾、杨洪娟、张秀英、张振坡、祁虎、荣志超、李金凯、马瑞杰、刘凯月、袁满林、黄润贵、曹军、支文静）
  - 上海多玲卡通设计制作有限公司（祖依、吴标、王旭、李传之、杜存文、王惠、潘林丽、范茑）
  - 大连日月动画公司（刘广濮、李斌、王俊杰、胡楠、张锦、于文霞、朱虹、朱银珠、张珈宁、祝慧文、林艳艳、迟宝良、刘亨林、杨兵、马庆春、蔡舒、梁恒）
  - 南京蓝海豚动画制作有限公司（尚海滨、赵敏、苌蓉、王学连、张慧、张福民、周亮、徐香玲、徐洵、秦武、吴少刚、朱颖、吴静楠、赵亭、孔海舟、陈洋、黄琦、周蓉）
  - 上海红蜻蜓动画制作有限公司（温峤、顾菁、付静霞、胡蓉、汪水涛、孔佳艳、徐德祥、王成伟、吴雄韧、石家琦、郑懿平、王工稿、耿怡辉）
  - 北京万豪东亚国际广告有限公司（林海、宋凯、李燕雨、王春生、原纪红、丁相朋、朱冰、郭智慧、孙凯、黄小磊、周邵洁）
- 动检：
  - 北京青青树图文设计有限公司（台红兰（第四集、第六集、第十六集、第二十集、第二十六集）、张振坡（第四集、第六集、第十六集、第二十集、第二十六集））
  - 北京万豪东亚国际广告有限公司（刘刚（第十八集、第二十一集）、孙浩（第十八集、第二十一集））
  - 大连日月动画公司（叶荃（第二十二集、第二十四集～第二十五集）、王军华（第二十二集、第二十四集～第二十五集）、毕俊杰（第二十二集、第二十四集～第二十五集））
- 中期制作公司：上海同仁动画制作有限公司、北京青青树图文设计有限公司、上海多玲卡通设计制作有限公司、大连日月动画公司、南京蓝海豚动画制作有限公司、上海红蜻蜓动画制作有限公司、北京万豪东亚国际广告有限公司
- 背景绘制：北京金松林电脑动画制作有限责任公司（第一集～第十四集、第十六集～第十九集、第二十一集、第二十三集、第二十六集）、纪大江（第十五集、第二十四集）、张立平（第十五集）、罗伟（第十五集、第二十二集、第二十四集～第二十五集）、高宗博（第十五集、第二十二集）、刘晓新（第十五集、第二十二集）、黄苗（第二十集）、张钢（第二十集）、梁薇（第二十集）、李刚（第二十二集、第二十四集～第二十五集）、孙恒（第二十二集、第二十五集）
- 电脑制作：
  - 贾鹏、王秀荣、王春洁、李洋洋、靳晓宇、李阳、周晨、崔鑫、杨家起、石硕、李红、何健、赵楠、曹娜（第一集）
  - 李鹏、何燕、王璐、刘利平、郭鑫、金鹏、吴征、贾鹏、张梦瑶、臧可佳、王波、李爽、石海霞、杨宏健、任红（第二集、第六集、第十集、第十四集、第十八集、第二十二集、第二十六集）
  - 张燕、史仙、张红艳、郝红艳、孙咏梅、吴学颖、贾鹏、吴征、王艳、王春丽、付饶、何颖、王倩、王月、隋晓非（第三集、第七集、第十一集、第十五集、第十九集、第二十三集）
  - 孙宇、段春颖、邢东旭、朱鹏、蒋励嘉、潘曦初、吴征、贾鹏、宋春红、乔梁、徐萌、任海燕、张博（第四集、第八集、第十二集、第十六集、第二十集、第二十四集）
  - 王秀荣、王春洁、李洋洋、靳晓宇、李阳、周晨、贾鹏、吴征、崔鑫、杨家起、石硕、李红、何健、赵楠、曹娜（第五集、第九集、第十三集、第十七集、第二十一集、第二十五集）
- 技术支持：祁金中、金海岩、曲径
- 配音：王小燕、陈浩、郭政建、陈倩、赵述仁、严明、王垒、阁萠萠、邓晓欧、邱秋（第二集～第二十六集）、阿里木疆（第十七集～第二十集、第二十三集）
- 拟音：白勺、海珍
- 电子效果：张旭光
- 录音师：王骥
- 混录合成：张旭光
- 音乐编辑：迟艺茁
- 音乐录音：万小元、李威
- 统筹：张翼鸥、陈哲敏
- 制片：吴洪宝、黄安华
- 监制：李捷、蔡启华
- 中央电视台动画部

## 主题歌
片头歌《追梦》
作词：张小路／作曲：王鸣皓／演唱：张含韵
片尾歌
作词：江雪／作曲：肖白／演唱：徐洋

## 各集标题
| 集数       | 标题             | 台本绘制                                  | 执行导演 | 设计稿                                                                            | 中期制作公司                 | 背景绘制                             | 时间设定 | 首播日期       |
| ---------- | ---------------- | ----------------------------------------- | -------- | --------------------------------------------------------------------------------- | ---------------------------- | ------------------------------------ | -------- | -------------- |
| 第一集     | 我叫李梦玲       | 宋平                                      | 马中     | 郑雷、郭磊 顾唯骏、李明翰 袁垒                                                    | 上海同仁动画制作有限公司     | 北京金松林电脑动画制作有限责任公司   | 9月      | 2005年12月12日 |
| 第二集     | 多梦时节         | 王川、张雯                                | 王川     | 张雯                                                                              | 北京青青树图文设计有限公司   | 北京金松林电脑动画制作有限责任公司   | 9月      | 2005年12月13日 |
| 第三集     | 超能力少女       | 赵俊葆                                    | 陈凝     | 陈凝、翁铭 朴方涛、高文                                                           | 上海多玲卡通设计制作有限公司 | 北京金松林电脑动画制作有限责任公司   | 9月      | 2005年12月14日 |
| 第四集     | 十六岁生日       | 简平、马静                                | 张建伟   | 马静                                                                              | 北京青青树图文设计有限公司   | 北京金松林电脑动画制作有限责任公司   | 9月      | 2005年12月15日 |
| 第五集     | 宇宙的家园       | 谢显辉                                    | 顾麟龙   | 郑雷、郭磊 顾唯骏、李明翰 袁垒                                                    | 上海同仁动画制作有限公司     | 北京金松林电脑动画制作有限责任公司   | 9月      | 2005年12月16日 |
| 第六集     | 兔子安妮         | 吴滔                                      | 张建伟   | 冯辉、朱丽芳 刘宇、王金坤                                                         | 北京青青树图文设计有限公司   | 北京金松林电脑动画制作有限责任公司   | 9月      | 2005年12月17日 |
| 第七集     | 明星游击队员     | 王强                                      | 梁云     | 冯辉、朱丽芳 刘宇、王金坤                                                         | 大连日月动画公司             | 北京金松林电脑动画制作有限责任公司   | 9月      | 2005年12月18日 |
| 第八集     | 挫折             | 高文、高梅青                              | 翁铭     | 陈凝、翁铭 朴方涛、高文                                                           | 上海多玲卡通设计制作有限公司 | 北京金松林电脑动画制作有限责任公司   | 10月     | 2005年12月19日 |
| 第九集     | 为了年轻的梦想   | 李冬                                      | 朴方涛   | 李冬、朴方涛 高文、翁铭 陈凝                                                      | 上海多玲卡通设计制作有限公司 | 北京金松林电脑动画制作有限责任公司   | 10月     | 2005年12月20日 |
| 第十集     | 牛仔来了         | 田建民                                    | 顾麟龙   | 郑雷、郭磊                                                                        | 上海同仁动画制作有限公司     | 北京金松林电脑动画制作有限责任公司   | 10月     | 2005年12月21日 |
| 第十一集   | 相见就是缘分     | 赵俊葆                                    | 吴滔     | 张春宝、王丹春 尹平                                                               | 南京蓝海豚动画制作有限公司   | 北京金松林电脑动画制作有限责任公司   | 10月     | 2005年12月22日 |
| 第十二集   | 海豚之歌         | 柳凌志                                    | 高自强   | 杨一峰、蔡珏 陈敏智、祝宁 陶维翌、萧少骅                                          | 上海红蜻蜓动画制作有限公司   | 北京金松林电脑动画制作有限责任公司   | 10月     | 2005年12月23日 |
| 第十三集   | 再见！世纪三号   | 王鹏                                      | 高自强   | 杨一峰、蔡珏 陈敏智、祝宁 陶维翌、萧少骅                                          | 上海红蜻蜓动画制作有限公司   | 北京金松林电脑动画制作有限责任公司   | 10月     | 2005年12月24日 |
| 第十四集   | 牛仔留下了       | 胡样子                                    | 田凤文   | 金成吉、申永男 白鸽、宋柱哲 朱成日、李健 杜童、李仲梅                             | 北京青青树图文设计有限公司   | 北京金松林电脑动画制作有限责任公司   | 10月     | 2005年12月25日 |
| 第十五集   | 牛仔的工作       | 杨萄                                      | 陈雷     | 高博、张皓东 蔡海兵、李小东 刘凡非、李健                                          | 北京万豪东亚国际广告有限公司 | 纪大江、张立平、罗伟、高宗博、刘晓新 | 10月     | 2005年12月26日 |
| 第十六集   | 理想的房间       | 刘佳                                      | 田凤文   | 田凤文、刘学军 张雯、高贺成 童礼军、耿现冬 刘凡非                                 | 北京青青树图文设计有限公司   | 北京金松林电脑动画制作有限责任公司   | 10月底   | 2005年12月27日 |
| 第十七集   | 离家出走         | 吴滔                                      | 田凤文   | 蔡海兵、张皓东 韩笑、孙甜                                                         | 北京青青树图文设计有限公司   | 北京金松林电脑动画制作有限责任公司   | 10月底   | 2005年12月28日 |
| 第十八集   | 打工日记         | 田建民                                    | 田建民   | 高博、张皓东 蔡海兵、李小东 刘凡非、李健                                          | 北京万豪东亚国际广告有限公司 | 北京金松林电脑动画制作有限责任公司   | 11月初   | 2005年12月29日 |
| 第十九集   | 青年乐团         | 谢显辉                                    | 田建民   | 韩笑、孙甜 曹鸽子、景绍宗 高博、蔡海兵 张皓东、尚久利 刘少强、谢显辉 刘眉、刘𢌛明 | 北京万豪东亚国际广告有限公司 | 北京金松林电脑动画制作有限责任公司   | 11月底   | 2005年12月30日 |
| 第二十集   | 孙宇宙的考试     | 曾伟京                                    | 田凤文   | 景绍宗、廖婷婷 胡曼青、韩笑 姜煦家、刘凡非 孙甜                                   | 北京青青树图文设计有限公司   | 黄苗、张钢、梁薇                     | 12月初   | 2005年12月31日 |
| 第二十一集 | 新年一起去旅行   | 胡玉然                                    | 田建民   | 高博、李小东 张皓东、王博 张鲁安、成维列 张尧                                     | 北京万豪东亚国际广告有限公司 | 北京金松林电脑动画制作有限责任公司   | 12月底   | 2006年1月1日   |
| 第二十二集 | 向心中的宇宙出发 | 孙进、李瑞光 樊黎明、白净 张丽、宋佳 付妍 | 梁云     | 梁云、宋永和                                                                      | 大连日月动画公司             | 李刚、孙恒、罗伟、高宗博、刘晓新     | 12月31日 | 2006年1月2日   |
| 第二十三集 | 2月14日的秘密    | 戴福林                                    | 陈雷     | 高博、蔡海兵 张皓东、李小东 刘凡非、李健 韩笑、孙甜 姜煦家                        | 北京万豪东亚国际广告有限公司 | 北京金松林电脑动画制作有限责任公司   | 2月初    | 2006年1月3日   |
| 第二十四集 | 学校话剧社       | 纪大海                                    | 梁云     | 纪大海、纪大江 梁云、宋永和 廖婷婷                                                | 大连日月动画公司             | 纪大江、李刚、罗伟                   | 3月初    | 2006年1月4日   |
| 第二十五集 | 梦玲社长         | 杨潇俐、于涛                              | 梁云     | 宋永和、梁云                                                                      | 大连日月动画公司             | 李刚、孙恒、罗伟                     | 4月      | 2006年1月5日   |
| 第二十六集 | 春季大修         | 李健                                      | 刘学军   | 景绍宗、高博 蔡海兵、张皓东 王宁、杜童 陆薇茜、王博 廖婷婷、胡曼青                | 北京青青树图文设计有限公司   | 北京金松林电脑动画制作有限责任公司   | 5月      | 2006年1月6日   |